# Tiago Capuzzi
 Giacomo Capuzzi (Manerbio, 14 de agosto 1929 — Bréscia, 26 de dezembro de 2021) foi um bispo católico italiano.

## Biografia
Nascido em Manerbio, provicnia de Brescia, em 14 de agosto de 1929, foi ordenado Padre em 29 de junho de 1952, com 22 anos.
Depois virou Abade da Igreja dos Santos Pedro e Paulo em Leno.
Consagrado Bispo de Lodi em 30 de abril de 1989, aposentou-se em 14 de dezembro de 2005.
Capuzzi morreu em 26 de dezembro de 2021, aos 92 anos de idade.

## Lema
O lema de Dom Tiago é In fidei et novitatae vita, Na vida de novidade e de fé.

## Sucessão
Dom José Merisi foi o sucessor de Dom Tiago.

## Outras imagens

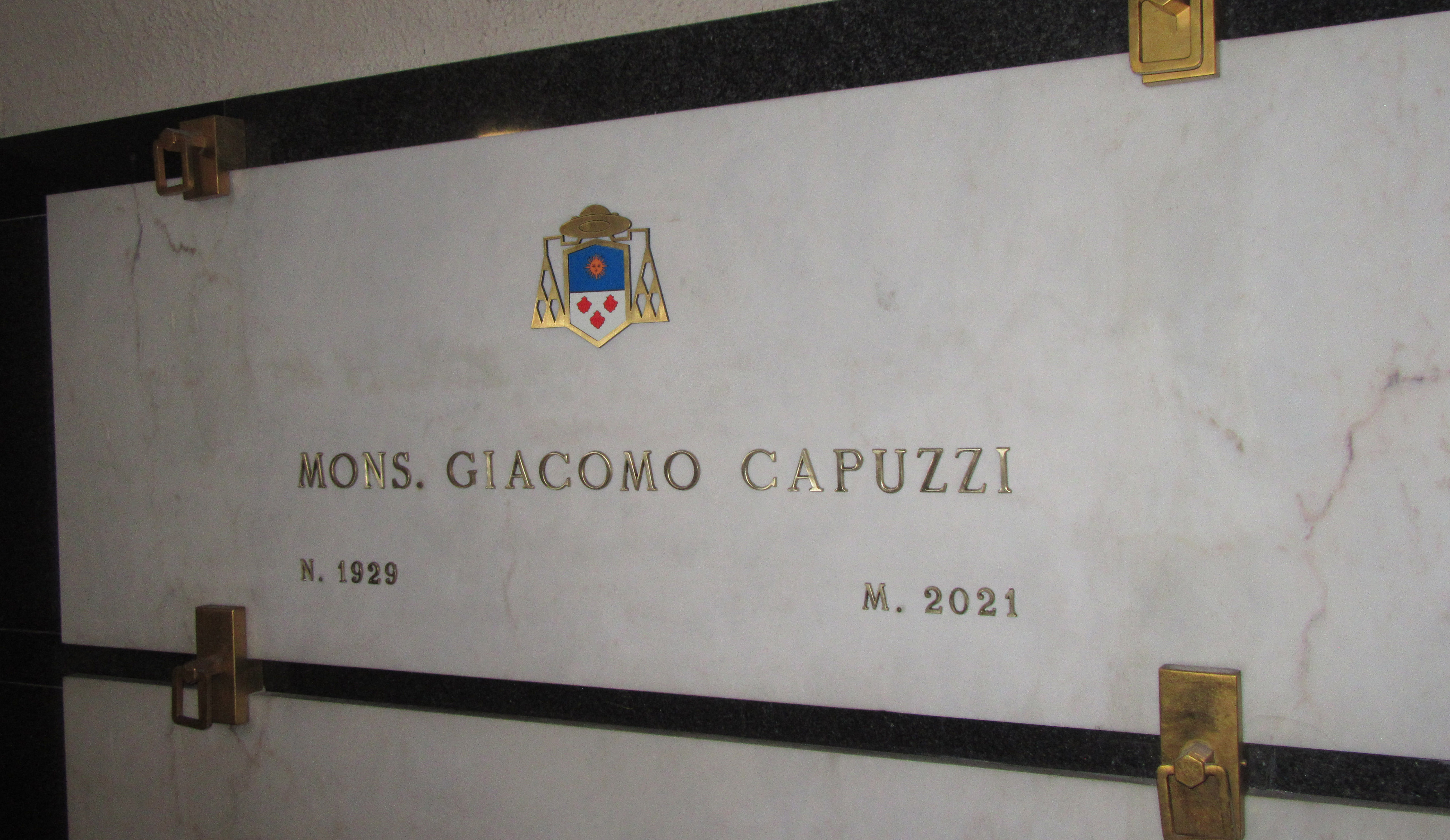
O tumulo de dom Tiago, na catedral de Lodi.